# Nadrozpoznawalność
Nadrozpoznawalność – termin używany w medycynie i epidemiologii, określający zjawisko fałszywego rozpoznawania schorzeń u pacjentów, którzy w rzeczywistości ich nie mają, przez co w razie wdrożenia terapii narażeni są na skutki uboczne leczenia (które czasem mogą być bardzo poważne).